# Werner Janensch
Werner Ernst Martin Janensch (ur. 11 listopada 1878 w Herzbergu, zm. 20 października 1969 w Berlinie) – niemiecki paleontolog i geolog.

## Życiorys
Studiował w Marburgu i Strasburgu geologię w 1901 uzyskał doktorat. W latach 1901-07 był asystentem, w latach 1907-50 kustoszem, a w 1912 został mianowany profesorem w Instytucie Geologii i Paleontologii Uniwersytetu Berlińskiego. Podczas ekspedycji prowadzonej przez Edwina Henniga, mającej na celu eksplorację formacji Tendaguru (obecnie obszar Tanzanii) brał udział w odkryciu i opisał wiele nieznanych wcześniej gatunków późnojurajskich dinozaurów, w tym opisany na podstawie niemal kompletnego szkieletu Giraffatitan brancai (wówczas znanego jako Brachiosaurus brancai), Dicraeosaurus i Elaphrosaurus. Werner Janensch był od 1909 roku kustoszem Muzeum Historii Naturalnej w Berlinie.
Na jego cześć nazwano rodzaj zauropoda Janenschia.

## Wybrane prace
- Übersicht über die Wirbeltierfauna der Tendaguruschichten, nebst einer kurzen Charakterisierung der neu aufgeführten Arten von Sauropoden. Archiv für Biontologie 3(1):81-110 (1914)
- Ueber Elaphrosaurus bambergi und die Megalosaurier aus den Tendaguru-Schichten Deutsch-Ostafrikas. Sitzungsberichte der Gesellschaft naturforschender Freunde zu Berlin 1920:225-235 (1920)
- Das Handskelett von Gigantosaurus robustus und Brachiosaurus brancai aus den Tendaguru-Schichten Deutsch-Ostafrikas. Centralblatt für Mineralogie, Geologie und Paläontologie 1922(15):464-480 (1922)
- Die Coelurosaurier und Theropoden der Tendaguru-Schichten Deutsch-Ostafrikas. Palaeontographica, Supplement 7 I(1):1-99 (1925)
- Ueber Magensteine bei Dinosauriern aus Deutsch-Ostafrika. Sitzungsberichte der Gesellschaft naturforschender Freunde zu Berlin 1926:34-36 (1926)
- Die Wirbelsäule der Gattung Dicraeosaurus. Palaeontographica, Supplement 7 (I, 2):39-133 (1929)
- Ein aufgestelltes und rekonstruiertes Skelett von Elaphrosaurus bambergi. Mit einem Nachtrag zur Osteologie dieses Coelurosauriers. Palaeontographica, Supplement 7 I(2):279-286 (1929)
- Magensteine bei Sauropoden der Tendaguruschichten. Palaeontographica, Supplement 7 1(2):137-143 (1929)
- Material und Formengehalt der Sauropoden in der Ausbeute der Tendaguru-Expedition. Palaeontographica, Supplement 7 (I, 2):3-34 (1929)
- Ein neu aufgestelltes Dinosaurier-Skelett vom Tendaguru in Deutsch-Ostafrika. Forschung und Fortschritte (1931)
- Das Zungenbein der Dinosaurier. Sitzungsberichte der Gesellschaft naturforschender Freunde zu Berlin 1932:229-234 (1932)
- Eine halbseitige überzählige Wirbelbildung bei einem Dinosaurier. Sitzungsberichte der Gesellschaft naturforschender Freunde zu Berlin 1934:458-462.
- Ein aufgestelltes Skelett von Dicraeosaurus hansemanni. Palaeontographica, Supplement 7 (I, 2):301-308.
- Die Schädel der Sauropoden Brachiosaurus, Barosaurus und Dicraeosaurus aus den Tendaguru-Schichten Deutsch-Ostafrikas. Palaeontographica, Supplement 7 1(2):147-298 (1935/36)
- Über Bahnen von Hirnvenen bei Saurischiern und Ornithischiern, sowie einigen anderen fossilen und rezenten Reptilien. Palaeontologische Zeitschrift 18:181-198 (1936)
- Skelettrekonstruktion von Brachiosaurus brancai aus den Tendaguru-Schichten Deutsch-Ostafrikas. Zeitschrift der Deutschen Geologischen Gesellschaft 89(8/9):550-552 (1937)
- Gestalt und Größe von Brachiosaurus und anderen riesenwüchsigen Sauropoden. Der Biologe 7(4):130-134 (1938)
- Der sakrale Neuralkanal einiger Sauropoden und anderer Dinosaurier. Palaeontologische Zeitschrift 21(3):171-193 (1939)
- Pneumatizität bei Wirbeln von Sauropoden und anderen Saurischiern. Palaeontographica, Supplement 7 (I, 3):1-25 (1947)
- Die Skelettrekonstruktion von Brachiosaurus brancai. Palaeontographica, Supplement 7 (I, 3):97-103 (1950)
- Die systematische Stellung des Ornithopoden Dysalotosaurus aus den Tendaguruschichten. Neues Jahrbuch für Geologie und Paläontologie, Monatshefte 1950:286-287 (1950)
- Die Wirbelsäule von Brachiosaurus brancai. Palaeontographica, Supplement 7 (I, 3):27-93 (1950)
- Der Ornithopode Dysalotosaurus der Tendaguruschichten. Palaeontographica, Supplement 7 I(3):105-176 (1955)
- Die Gliedmaszen und Gliedmaszengürtel der Sauropoden der Tendaguru-Schichten. Palaeontographica, Supplement 7 (I, 3):177-235 (1961)